# Zef

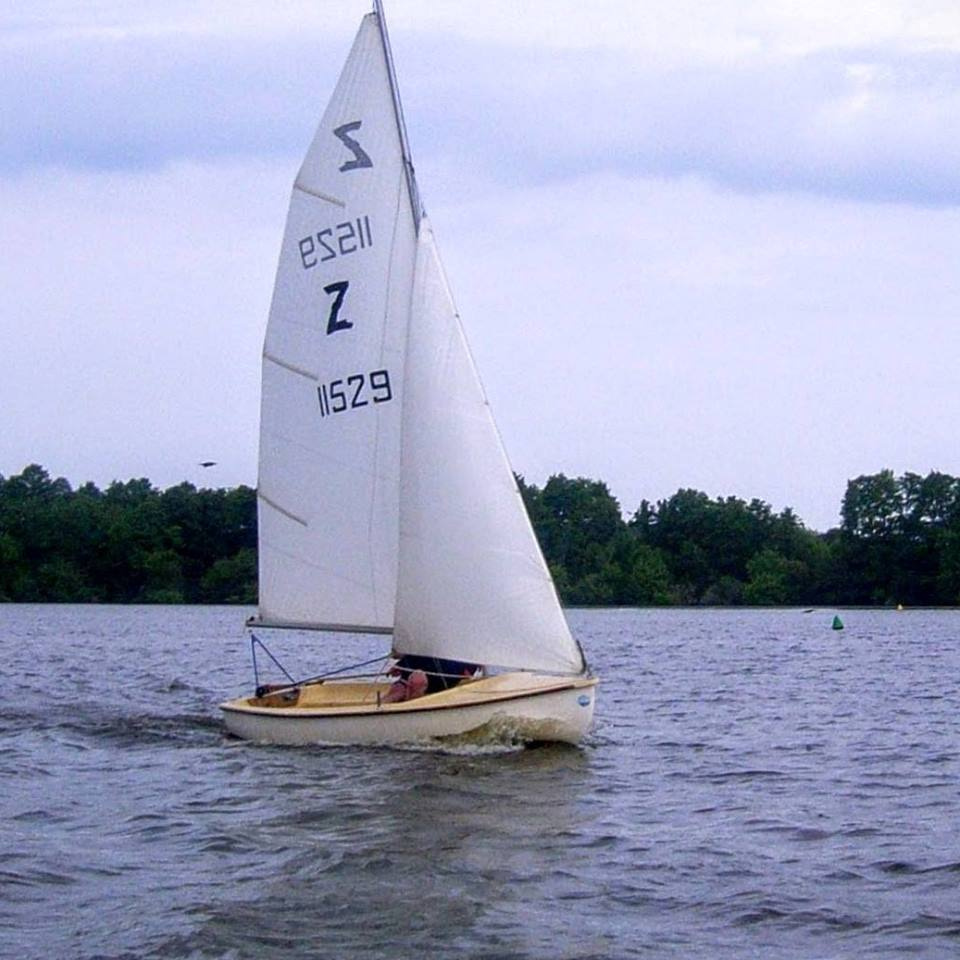
Zef

Die Zef ist eine französische Jolle. Sie wurde ab 1962 bis etwa 1970 als Ein- bis Zweimannboot angeboten, wurde jedoch oft auch als kleines Familienboot genutzt. Es wurden über 12.000 Exemplare verkauft. In Deutschland wurde die Zef zeitweise von Metzeler gebaut.
Der Rumpf besteht aus GFK, Deck, Schwert und Ruder häufig aus Holz. Als Segelzeichen dient der Buchstabe Z.
Für den Einsatz in Segelschulen bestimmt war eine mit 3,20 m etwas kürzere Variante, die Zef Junior.